# ピンクリボン (映画)
『ピンクリボン』（PINK RIBBON）は、2005年5月14日公開の日本映画。藤井謙二郎監督、アップリンク製作配給によるドキュメンタリー作品。

## 略歴・概要
公開当時年間約90本が製作され、一時は日本映画の3分の1に達していたというピンク映画。予算は少ないものの、女性の濡れ場など一定の条件を満たせば比較的自由に制作でき、長年の助監督経験を経なければ監督にたどり着けない大手配給会社と比べ、積極的な若手監督の登用などで有望監督が頭角を現しやすくなっていたなど、日本映画界にとってそのその映画史的意義は決して小さくなく、現代日本映画史の裏側と言っても過言ではない。
黒沢清や井筒和幸、若松孝二などピンク映画OB、撮影時点で進行形で関わる現場スタッフなどゆかりの人々へのインタビューを通して、彼らの映画への「知恵と情熱」。映倫との戦い。加えてその意義やジャンルの魅力に迫る。2002年に撮影が開始されており、ピンク映画40周年記念作品の意味あいも持っていた。

## 出演者
- 黒沢清（映画監督）
- 高橋伴明（映画監督）
- 井筒和幸（映画監督）
- 女池充（映画監督）
- 池島ゆたか（俳優・映画監督）
- 吉行由実（女優・映画監督）
- 若松孝二（映画監督）
- 渡辺護（映画監督）
- 小川欽也（映画監督）
- 足立正生（映画監督・脚本家）
- 田尻裕司（映画監督）
- 林田義行（PG編集長、ピンク大賞プロデューサー）
- 森章（新東宝映画・営業部長）
- 福原彰（新東宝映画・プロデューサー）
- 中村勝芳（新東宝映画・映画記録部長）

## スタッフ
- 監督 : 藤井謙二郎
- プロデューサー : 浅井隆
- 撮影 : 藤井謙二郎
- 編集 : 藤井謙二郎
- 製作・配給 : アップリンク